# Echo Park, L.A.
Pour les articles homonymes, voir Echo Park.
Pour plus de détails, voir Fiche technique et Distribution.
Echo Park, L.A. (Quinceañera) est un film américain écrit et réalisé par Richard Glatzer et Wash Westmoreland, et sorti en 2006 qui a été tourné à Echo Park.

## Synopsis
À l'approche de sa quinceañera, Magdalena veut imiter sa cousine avec limousines pour ses amis, nouvelle robe, etc. Cependant, quelques semaines avant la date de cette fête de ses quinze ans, elle se découvre enceinte et est chassée par son père, policier et prédicateur dans le quartier d'Echo Park, à Los Angeles.
Elle se réfugie chez son grand-oncle Tomas, vieil homme mexicain venu aux États-Unis avec ses frères et sœurs. Il accueille déjà depuis quelque temps Carlos, le cousin de Magdalena, lui aussi chassé par son père qui le soupçonne d'être homosexuel en plus d'être gangster. Pendant que Magdalena s'habitue à la vie tranquille de Tomas et espère une réconciliation familiale, Carlos se lie avec le nouveau couple de propriétaires des deux maisons et du terrain sur lequel vit Tomas.

## Fiche technique
- Titre original : Quinceañera
- Titre en France et au Royaume-Uni : Echo Park, L.A.
- Réalisation et scénario : Richard Glatzer et Wash Westmoreland
- Producteur : Todd Haynes
- Musique : J Peter Robinson
- Sorties : 2006 aux États-Unis, 5 juillet 2006 en France

## Distribution
- Emily Rios : Magdalena
- Jesse Garcia : Carlos
- Chalo González : leur grand-oncle Tomas
- David W. Ross : Gary, un des nouveaux propriétaires de la maison de Tomas
- Dane Rosselli : Simon, l'autre propriétaire vivant en couple avec Gary
- Ramiro Iniguez : Herman
- Araceli Guzman-Rico : Maria
- Jesus Castanos : Ernesto

## Commentaires
Sur un plan de géographie urbaine, le film présente les transformations contemporaines du quartier majoritairement hispanique de Los Angeles d'Echo Park. La gentrification est incarnée par les nouveaux propriétaires de Tomas, dont l'un d'eux rappellent la longueur du remboursement du crédit nécessaire à son achat immobilier. Magdalena le découvre elle-même lorsqu'elle est contrainte de chercher un nouveau logement pour Tomas, Carlos et elle : elle se heurte à une importante inflation des loyers.[réf. souhaitée]

### Réactions et critiques
PREF mag, magazine français, s'est plaint de la rédaction du dossier de presse du film fourni aux journalistes : que ce soit le résumé du film et de ses thèmes ou la biographie des scénaristes-réalisateurs, l'homosexualité de Carlos (cause de la présence du jeune homme chez son oncle, de la résiliation du bail de Tomas, et finalement de la résolution des déboires des deux cousins) et des thèmes déjà abordés dans leurs œuvres par Glatzer et Westmoreland n'apparaît quasiment jamais. D'après la fin heureuse du film, le critique s'interroge sur le prix reçu au Festival du film de Sundance et y voit une « [preuve] de la morosité du cinéma indé, surtout aux États-Unis. »

## Récompenses
- Grand prix du jury et Audience Award au Festival du film de Sundance 2006.
- GLAAD Media Awards: Outstanding Film - Limited Release, 2007.